# ميلتون بلانكو
ميلتون بلانكو (بالإنجليزية: Milton Blanco)‏ (27 أبريل 1984 في الولايات المتحدة - ) هو لاعب كرة قدم أمريكي في مركز الوسط. لعب مع نادي شيفاز يو إس أي وCharlotte Eagles ‏ ونادي ادمونتون وPuerto Rico Islanders ‏ وFresno FC U-23 ‏ وAustin Aztex U23 ‏ وOrange County SC ‏ وأتلانتا سيلفرباكس ونادي بان.

## وصلات خارجية
- ميلتون بلانكو على موقع الدوري الأمريكي (الإنجليزية)
- ميلتون بلانكو على موقع قاعدة بيانات كرة القدم.إي يو (الإنجليزية)